# Hal's Hole in One Golf
HAL's Hole in One Golf, conosciuto in Giappone con il nome Jumbo Ozaki no Hole In One (ジャンボ尾崎のホールインワン? lett. "Jumbo Ozaki's Hole in One Golf"), è un videogioco sportivo di golf per Super Nintendo Entertainment System pubblicato nel 1991.
A metà anni '80, vennero pubblicati vari giochi della serie Hole in One in Giappone dalla HAL Laboratory, per NEC PC88 e MSX. La versione per Super Famicom può essere considerata il seguito del videogioco per Family Computer Jumbo Ozaki no Hole in One Professional pubblicato nel 1988. Venne nominato in onore del leggendario golfista giapponese Jumbo Ozaki, che gioca professionalmente dal 1973.

## Modalità di gioco
Si tratta di un semplice videogioco di golf a 18 buche, giocato da una prospettiva dall'alto. I giocatori possono competere nella modalità "stroke play" (gara decisa in base al numero di colpi) fino ad un massimo di quattro giocatori o nella modalità "match play" (gara decisa in base alle buche vinte) contro un amico o il computer, che prende il nome di Hal. I giocatori possono utilizzare fino a quattro caratteri (lettere e numeri) per il loro nome. Quando si gioca contro il computer, il giocatore affronterà un avversario che usa mazze di metallo, che colpiscono la pallina più lontano di quelle standard di legno. La velocità del vento è mostrata in metri al secondo. Quando la pallina va a finire nel laghetto viene notificato con una scritta a grandi lettere grigie.
Oltre alle modalità "stroke play" e "match play", i giocatori possono ottenere delle password che permettono di riprodurre i colpi spettacolari che effettuano (eagles, buche in uno e double eagles), come in una sorta di replay. I principianti possono imparare le strategie di gioco guardando come si comportano i giocatori esperti, usando le loro password guadagnate con fatica. Gli effetti del Mode 7 permettono di elevare alcune telecamere, permettendo di avere un angolo di visione più ampio.

## Accoglienza
AllGame diede a Hal's Hole in One Golf un punteggio di 3.5 stelle su 5.